# UFC 221
UFC 221: Romero vs. Rockhold fue un evento de artes marciales mixtas producido por Ultimate Fighting Championship, que se celebró el 11 de febrero de 2018; desde el Perth Arena en Perth, Australia.

## Historia
Se esperaba que el evento estuviera encabezado por un combate por el Campeonato de Peso Medio de UFC entre Georges St-Pierre y Robert Whittaker. Sin embargo, St-Pierre indicó más tarde que actualmente está reflexionando sobre su futuro en la división y anunció que esperaba estar fuera indefinidamente después de que le diagnosticaran colitis ulcerosa. Posteriormente, St-Pierre dejó vacante el campeonato el 7 de diciembre y Whittaker fue ascendido a campeón indiscutible. Tras esto, se esperaba que Whittaker defendiera el campeonato contra el excampeón de peso medio de Strikeforce y UFC Luke Rockhold en el evento principal. Sin embargo, el 13 de enero, se anunció que Whittaker se retiró de la pelea y fue reemplazado por el exretador interino del peso medio Yoel Romero, quien estaba programado para enfrentar a David Branch en UFC en Fox: Emmett vs. Stephens. La pelea se estableció como un combate por el título interino.
El combate coestelar contó con un combate de peso pesado entre Mark Hunt y Curtis Blaydes.

## Resultados
1. ↑  Por el Campeonato Interino de Peso Medio de UFC.

## Premios extra
Cada peleador recibió un bono de:
- Pelea de la Noche: Jake Matthews vs. Li Jingliang
- Actuación de la Noche: Israel Adesanya y Jussier Formiga